# الحرية تقود الشعب (لوحة)
الحرية تقود الشعب (بالفرنسية: La Liberté guidant le peuple)‏ هي : لوحة زيتية ليوجين ديلاكروا إحياءً لذكرى ثورة يوليو الفرنسية التي قادتها المعارضة الليبرالية للإطاحة بالملك شارل العاشر وإعادة الجمهورية الفرنسية. تجسد اللوحة آلهة الحرية كامرأة حاملة لراية الثورة التي لا تزال العلم القومي لفرنسا بيد، وبندقية باليد الأخرى وتقود الشعب إلى الإمام على جثث الذين سقطوا. آلهة الحرية ترمز إلى ماريان، التجسيد القومي لفرنسا. تعتبر اللوحة رمزاً جمهورياتياً وديمقراطياً.

## التاريخ
رسم ديلاكروا لوحة الحرية تقود الشعب في نفس الوقت الذي كان فيه قائدًا معروفًا للمدرسة الرومانسية في الرسم الفرنسي. رفض ديلاكروا خلال عصر التنوير الذي أفسح المجال لأفكار وأسلوب الرومانسية، التركيز على الرسم الدقيق الذي اتسم به الفن الأكاديمي في عصره، وعوضًا عن ذلك، منح درجة جديدة من الأهمية للألوان المصقولة بحرية.
رسم ديلاكروا عمله هذا في خريف عام 1830، وكتب في رسالة إلى أخيه في 21 أكتوبر من: «يتلاشى مزاجي السيئ بفضل العمل الشاق. لقد شرعت بموضوع جديد وهو المتراس، فإذا لم أقاتل من أجل بلادي، سأرسم لأجلها على الأقل». عُرضت اللوحة لأول مرة في عام 1831 في الصالون الرسمي.

## الرمزية
صور ديلاكروا الحرية باعتبارها آلهة رمزية وامرأة قوية من الشعب. يمثل تل الجثث نوعًا من القاعدة التي تنطلق منها الحرية حافية القدمين وعارية الصدر خارج قماش اللوحة ضمن حيز المشاهد. ترمز القبعة الفريجية إلى الحرية خلال الثورة الفرنسية عام 1789، واعتبرت اللوحة بمثابة علامة لنهاية عصر التنوير، إذ يرى العديد من الباحثين أن نهاية الثورة الفرنسية تشكل بداية للعصر الرومانسي.
ينتمي المقاتلون إلى مزيج من الطبقات الاجتماعية، تتراوح بين البرجوازية التي يمثلها الشاب ذو القبعة العالية، وطالب من المدرسة المتعددة التكنولوجية يرتدي البايكورن التقليدية، إلى العامل الثوري الحضري الذي يمثله صبي يحمل مسدسين، واحدًا في كل يد. يتشارك الجميع بالضراوة والعزم اللذين يبدوان في أعينهم. وبصرف النظر عن العلم الذي تحمله الحرية، يمكن تمييز العلم ذي الألوان الثلاثة مرفرفًا فوق أبراج نوتردام.
نُوقشت هوية الرجل صاحب القبعة العالية على نطاق واسع، واستبعد مؤرخو الفن الحديث الاقتراح الذي ينص على أن هذا الرجل كان تجسيدًا لديلاكروا نفسه. اقتُرح في أواخر القرن التاسع عشر أن هذه الشخصية تمثل مخرج المسرح إتيان أراغو بينما اقترح آخرون بأنها تمثل أمين متحف اللوفر فريدريك فيلوت، لكنه لا يوجد إجماع صارم على هذه النقطة.
من المرجح أن ديلاكروا قد استعار العديد من شخصياته من نسخة مطبوعة للفنان نيكولاس شارليت، وهو فنان أنتج الكثير من الأعمال، ويعتقد ديلاكروا أنه صور أكثر من أي شخص آخر الطاقة المتميزة للباريسيين.

## الشراء والمعرض
اشترت الحكومة الفرنسية اللوحة في عام 1831 مقابل 3000 فرك بهدف عرضها في قاعة العرش في قصر لوكسمبرغ، للتذكير «بالمواطن الملك» لويس فيليب من ثورة يوليو، والذي وصل من خلالها إلى السلطة. لم تنجح هذه الخطة فعلقت اللوحة القماشية في معرض متحف القصر لبضعة أشهر قبل إزالتها بسبب رسالتها السياسية الملتهبة. أعيدت إلى الفنان ديلاكروا بعد تمرد يونيو من عام 1832 بحسب ما صرح به ألبرت بويم.
كتب تشامبفليوري في أغسطس من عام 1848، بأن «اللوحة أُخفيت في العلية لكونها ثورية جدًا»، وعلى الرغم من استحواذ وزارة الداخلية في عهد لويس فيليب على اللوحة بداية الأمر باعتبارها مبادرة إلى اليسار، بعد الانتفاضة التي وقعت في جنازة لامارك في يونيو من عام 1832، لم تُعرض علنًا مرة أخرى خشية أن تشكل مثالًا سيئًا.
سُمح لديلاكروا بإرسال اللوحة إلى عمته فيليسيتيه لحفظها. عُرضت لفترة وجيزة في عام 1848، بعد استعادة الجمهورية خلال ثورة ذلك العام، ثم عُرضت في صالون عام 1855. دخلت اللوحة مجموعة قصر اللوفر في باريس عام 1874.
تميزت هذه اللوحة بين عامي 1974 و1975 في معرض نظمته الحكومة الفرنسية ومتحف المتروبوليتان للفنون ومعهد ديترويت للفنون، كهدية للشعب الأمريكي في ذكرى مرور مئتي عام. شهد المعرض الذي حمل عنوان اللوحة الفرنسية بين عامي 1774 و1830: عصر الثورة، عرضًا نادرًا للوحة ديلاكروا وللعديد من الأعمال الأخرى التي بلغ عددها 148 عملًا خارج فرنسا. افتُتح المعرض لأول مرة في القصر الكبير من 16 نوفمبر من عام 1974 وحتى 3 فبراير من عام 1975، وانتقل بعدها إلى ديترويت منذ 5 مارس إلى 4 مايو من عام 1975، ومن ثم إلى نيويورك منذ 12 يونيو إلى 7 سبتمبر من عام 1975.
نُقلت في عام 1999 على متن طائرة إيرباص بولقا من باريس إلى طوكيو عبر البحرين وكلكلتا في رحلة دامت 20 ساعة. كانت اللوحة التي يبلغ ارتفاعها 2.99 مترًا وطولها 3.62 مترًا، كبيرة جدًا بحيث لا يمكن أن تتسع ضمن طائرة بوينغ 747. نُقلت في الوضع الرأسي داخل حاوية خاصة مضغوطة ومزودة بحماية من الحرارة وبجهاز مضاد للاهتزاز.
نُقلت في عام 2012 إلى متحف اللوفر الجديد في لينس «باس دي كاليس»، لتشكل العمل الرئيسي في أول دفعة من مجموعة متحف اللوفر التي جرى تركيبها. خُربت اللوحة في 7 فبراير من عام 2013، من قبل أحد الزوار في لينس، إذ يُزعم أن امرأة مجهولة الهوية كتبت النقش «AE911» على اللوحة، وهو اختصار «لمنظمة مهندسين ومعماريين من أجل الحقيقة حول هجمات 11 سبتمبر». قُبض على المرأة على الفور من قبل حارس الأمن وأحد الزوار، ونشرت إدارة متحف اللوفر وفرعها في باس دي كاليس بعد وقت قصير من الحادث، بيانًا صحفيًا يتضمن أنه «وللوهلة الأولى، يبدو النقش سطحيًا ومن الممكن إزالته بسهولة». أعلن مسؤولو متحف اللوفر في اليوم التالي أنه قد أُزيل النقش في أقل من ساعتين باستخدام مرمم دون تعرض الطلاء الأصلي لأي تلف.

## الإرث
لم يكن ديلاكروا الفنان الأول الذي يصور الحرية مرتدية القبعة الفريجية، إلا أن لوحته قد تكون أفضل نسخة مبكرة للشخصية المعروفة باسم ماريان، والتي تشكل رمزًا للجمهورية الفرنسية ولفرنسا بشكل عام.
ربما أثرت هذه اللوحة على رواية فيكتور هوغو «البؤساء»، فيُعتقد على نطاق واسع أن شخصية غاروتشي مستوحاة من شخصية الصبي الذي يظهر في اللوحة حاملًا المسدسات ويركض فوق المتراس. تصف الرواية أحداث التمرد التي جرت في يونيو بعد عامين من الاحتفال بالثورة في اللوحة، وهو التمرد نفسه الذي أدى إلى إزالتها من الرأي العام.
ألهمت اللوحة فريدريك أوغست بارتولدي بالعمل الفني «الحرية تنير العالم» والمعروف باسم تمثال الحرية في مدينة نيويورك، والذي وُهب للولايات المتحدة باعتباره هدية من الفرنسيين بعد مرور نصف قرن من رسم لوحة «الحرية تقود الشعب». يُبدي التمثال الذي يحمل شعلة في يده، موقفًا أكثر ثباتًا وصمودًا من المرأة في اللوحة. تظهر نسخة منقوشة لجزء من اللوحة، إلى جانب رسم لديلاكروا على عملة المئة فرنك في الفترة بين عامي 1978 و1995.
كان للوحة تأثير على الموسيقى الكلاسيكية، إذ أطلق جورج أنتيل على سمفونيته التي تحمل الرقم الموسيقي 7 اسم «بعد ديلاكروا»، وذكر بأنه استوحى عمله هذا من لوحة الحرية تقود الشعب. عدل روبرت بالاغ الصورة في اللوحة لتتلاءم مع إحياء ذكرى النضال لاستقلال إيرلندا وجسدها على طابع بريدي في عام1979، في الذكرى المئوية لميلاد بادريغ بيرسن واستخدمت اللوحة كغلاف لألبوم فرقة الكولدبلاي المعروف باسم «فيفا لا فيدا أور ديث آند أول هيز فريندس» مع عبارة فيفا لا فيدا المكتوبة باللون الأبيض.

## النقد
تعتبر لوحة الحرية تقود الشعب رمزًا جمهوريًا مناهضًا للملكية، وبالتالي فقد تعرضت للانتقاد في بعض الأحيان، لا سيما من قبل الملكيين وأنصار الملكية.